# Вентильный разрядник
Вентильные разрядники, как и другие типы разрядников, предназначены для ограничения возникающих в электрических сетях коммутационных и атмосферных перенапряжений, с целью предотвращения возможных пробоев изоляции, повреждения оборудования и прочих негативных последствий.

## История создания
Первый в мире вентильный разрядник был разработан в 1908 г. и представлял собой комбинацию из многократного искрового промежутка и уравнивающих конденсаторов.
В СССР (1935 г.) были разработаны вентильные разрядники с применением тирита, называвшиеся тиритовыми наружными (РТН).
До 1960г. в СССР выпускались вентильные разрядники только для защиты от грозовых перенапряжений.
В 1960г. был освоен выпуск комбинированных вентильных разрядников - как от грозовых, так и от коммутационных перенапряжений.

## Конструкция и принцип действия

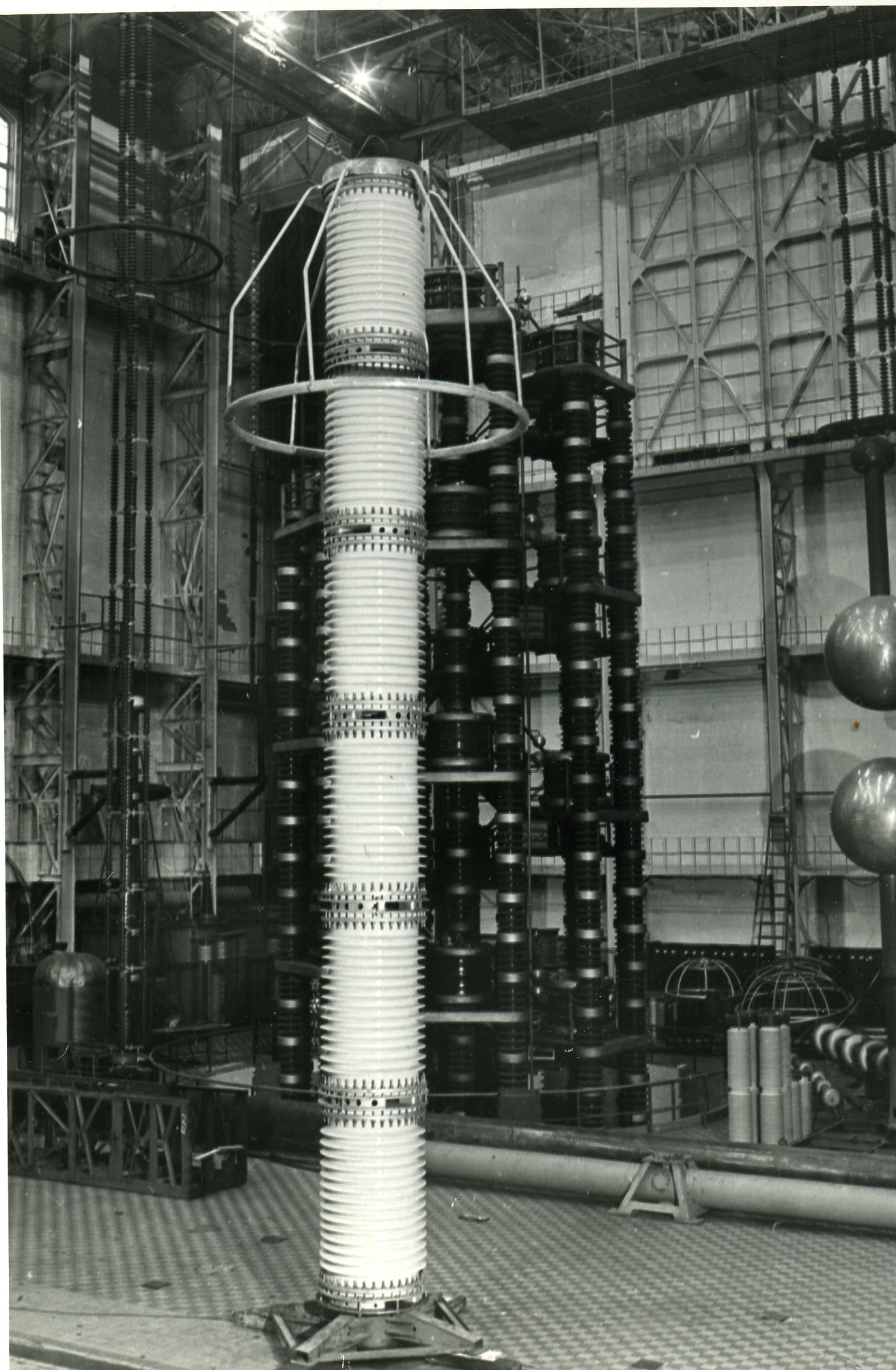
Вентильный разрядник РВМК-1150

Вентильный разрядник состоит из двух основных компонентов: многократного искрового промежутка (состоящего из нескольких однократных) и рабочего резистора (состоящего из последовательного набора вилитовых или тиритовых дисков). Многократный искровой промежуток последовательно соединен с рабочим резистором. В связи с тем, что вилит меняет характеристики при увлажнении, рабочий резистор герметично закрывается от внешней среды. Во время перенапряжения многократный искровой промежуток пробивается, задача рабочего резистора — снизить значение сопровождающего тока до величины, которая сможет быть успешно погашена искровыми промежутками. Вилит обладает особенным свойством — его вольт-амперная характеристика нелинейна — падает с увеличением значения силы тока. Это свойство позволяет пропустить больший ток при меньшем падении напряжения. Благодаря этому свойству вилита вентильные разрядники и получили своё название. Среди прочих преимуществ вентильных разрядников следует отметить бесшумность срабатывания и отсутствие выбросов газа или пламени.
Основными элементами разрядника типа РВС-10 (разрядник вентильный станционный на 10 кВ) являются вилитовые кольца, искровые промежутки и рабочие резисторы. Эти элементы расположены внутри фарфорового кожуха, который с торцов имеет специальные фланцы для крепления и присоединения разрядника.
Рабочие резисторы изменяют свои характеристики при наличии влаги. Кроме того, влага, оседая на стенках и деталях внутри разрядника, ухудшает его изоляцию и создает возможность перекрытия. Для исключения проникновения влаги кожух разрядника герметизируется по торцам с помощью пластин и уплотнительных прокладок из озоностойкой резины.
Работа разрядника происходит в следующем порядке.
При появлении перенапряжения пробиваются три последовательно включенных блока искровых промежутков. Импульс тока при этом через рабочие резисторы замыкается на землю. Возникший сопровождающий ток ограничивается рабочими резисторами, которые создают условия для гашения дуги сопровождающего тока.

## Основные характеристики вентильного разрядника
1. Класс напряжений сети (стандартное номинальное напряжение сети, для работы в которой предназначен разрядник) Uнр.
2. Номинальное напряжение (наибольшее допустимое напряжение на разряднике) — это действующее максимальное напряжение промышленной частоты, при котором гарантируется надежное гашение дуги разрядника. По этому параметру все разрядники делят на 2 группы:
  - для работы в сети с глухозаземленной нейтралью;
  - для работы в сети с изолированной нейтралью;
  - комбинированные разрядники.
3. Пробивное напряжение при промышленной частоте в сухом состоянии и под дождем.
4. Импульсное пробивное напряжение при предельном разрядном времени 2-20 мкс. Эта характеристика определяет величину напряжения, которое будет действовать на изоляцию электроустановки до срабатывания разрядника.
5. Остаточное напряжение на разряднике — напряжение, остающееся на разряднике после его срабатывания при протекании по нему импульса тока заданной формы и длительности.
6. Токовая пропускная способность — показывает, сколько импульсов заданной формы пропустит разрядник без ухудшения своих характеристик.
7. Длина пути утечки внешней изоляции — характеризует длину пути утечки тока по внешнему изолятору.

## Выбор вентильных разрядников
1. Номинальное напряжение разрядника должно соответствовать номинальному напряжению сети.
2. Вольт-секундная характеристика разрядника должна идти ниже характеристики защищаемого объекта и должна быть пологой, то есть напряжение пробоя и остаточное напряжение разрядника должны быть меньше либо равны допустимому напряжению сети.
3. По допустимой отключающей способности.
4. Расстояние до защищаемого объекта должно быть таким, чтобы импульс перенапряжения не успел достигнуть защищаемый объект до того как будет ограничен.
5. Место установки должно соответствовать указанному для данного разрядника (наружная или внутренняя).

## Отечественная маркировка вентильных разрядников
Маркировка вентильных разрядников, ещё принятая в СССР:
По позициям в обозначении:
Первые две буквы:
1. Р — разрядник.
2. В — вентильный.

Следующие за ними:
1. К — коммутационный, Н — низковольтный, О — облегченный, РД — с растянутой дугой, С — станционный, У — унифицированный, Э — для электроподвижного состава, ВМ - для вращающихся машин, М - вентильный магнитный, Т - токоограничивающий, П - подстанционный.

Далее через знак тире:
1. Номинальное напряжение в сети, кВ.

После него через знак дроби:
1. Климатическое исполнение (У — умеренный климат, ХЛ — холодный климат, ТВ — тропический влажный климат, ТС — тропический сухой климат)

После него:
1. Категория размещения (от 1 до 5)

## Современное состояние
В настоящее время вентильные разрядники считаются морально устаревшими и заменяются ограничителями перенапряжения ( ОПН ) на основе окиси цинка ZnO.